# Burg Ochsenburg
Die Burg Ochsenburg, auch Schloss Ochsenburg genannt, ist heute der Rest einer Höhenburg oberhalb des Riesenbachs bei dem Ortsteil Ochsenburg der Gemeinde Zaberfeld im Landkreis Heilbronn in Baden-Württemberg.

## Geschichte
Die von den Herren von Ochsenberg vermutlich im 11. bis 12. Jahrhundert erbaute Burg wurde im 14. Jahrhundert im Besitz der Herren von Magenheim und der Markgrafen von Baden (1321) erwähnt und kam Ende des 14. Jahrhunderts in den Besitz von Württemberg, das den Besitz den Herren von Sternfels zu Lehen gab.
Zur Zeit der Renaissance wurde ein Schloss als neuer Herrensitz errichtet. 1569 wurde eine Schlosskellerei und 1771 ein Fruchtkasten eingerichtet.
Nach 1817 wurde der Bergfried abgebrochen, und im Verlauf des weiteren 19. Jahrhunderts wurden Schloss und Burg abgerissen.
Von der ehemaligen Burg- und Schlossanlage der Herren von Sternenfels sind lediglich die Schlosskellerei sowie der Fruchtkasten mit markantem Staffelgiebel nördlich der Kirche erhalten. Zahlreiche Steine von Burg und Schloss, darunter auch mehrere Wappensteine, wurden in verschiedenen Häusern im Ort verbaut.